# Conca de Tremp

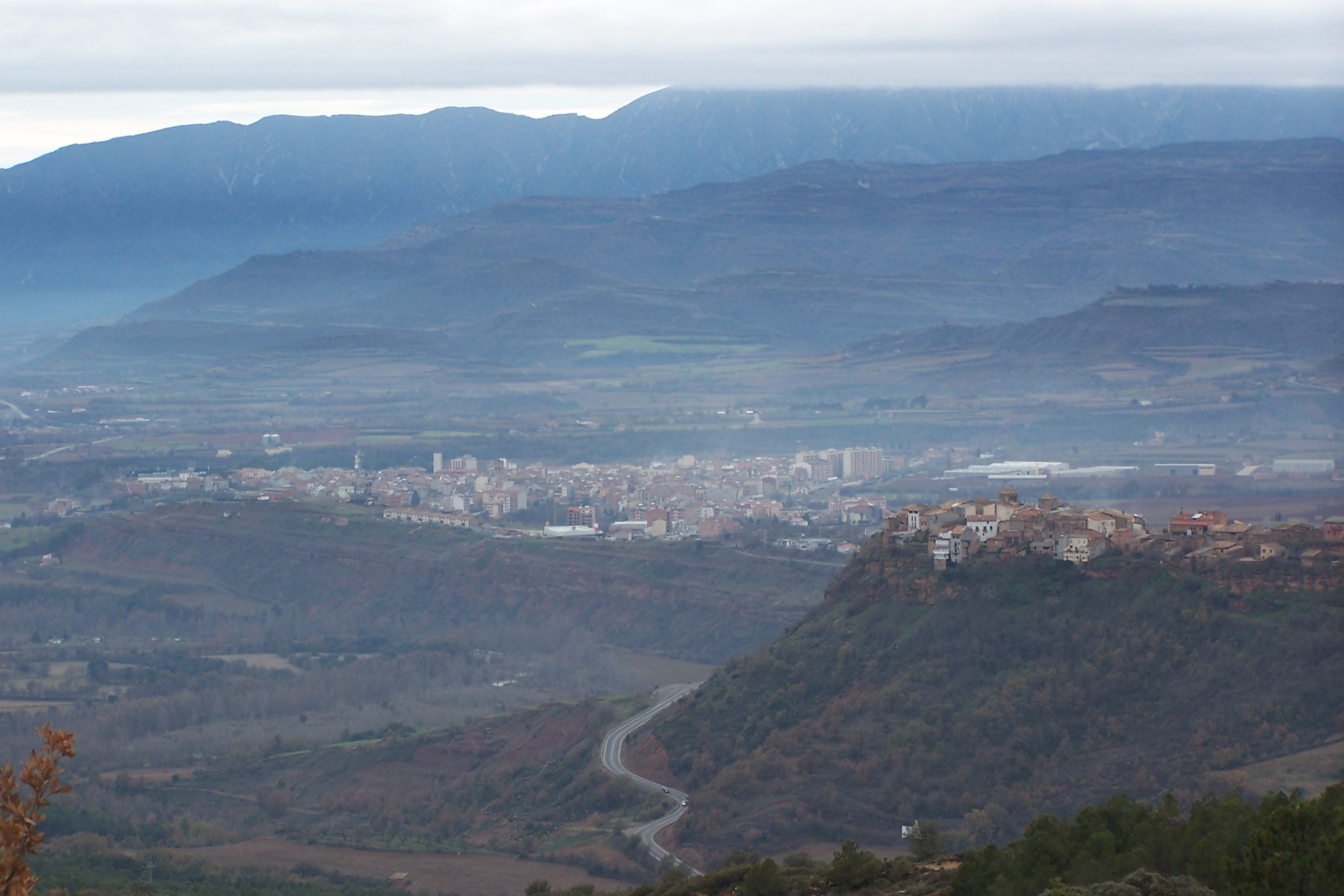
Talarn (en primer terme) i Tremp (al fons)

La conca de Tremp és una de les tres conques que formen el Pallars Jussà, a més de la vall Fosca. També anomenada conca Deçà, té a llevant la conca Dellà, al voltant de la vila d'Isona, entre d'altres, i al nord la conca de Dalt, al voltant de la Pobla de Segur.
Comprèn bàsicament el terme de Tremp, que ha passat de ser un dels més petits del país a un dels de més extensió, amb les agregacions que se li van fer del 1970 ençà: els antics termes d'Eroles o Fígols de Tremp, en part, Gurp de la Conca, Palau de Noguera, Suterranya i Vilamitjana. Completen la conca Deçà els termes de Castell de Mur, Llimiana, Salàs de Pallars, Sant Esteve de la Sarga i Talarn. Tanmateix, cal dir que una part del terme de Tremp no pertany a la conca Deçà, o de Tremp, sinó a la Terreta, dins de la conca de la Noguera Ribagorçana. Es tracta, bàsicament, dels antics termes municipals d'Espluga de Serra i Sapeira, i una part del de Fígols de Tremp.

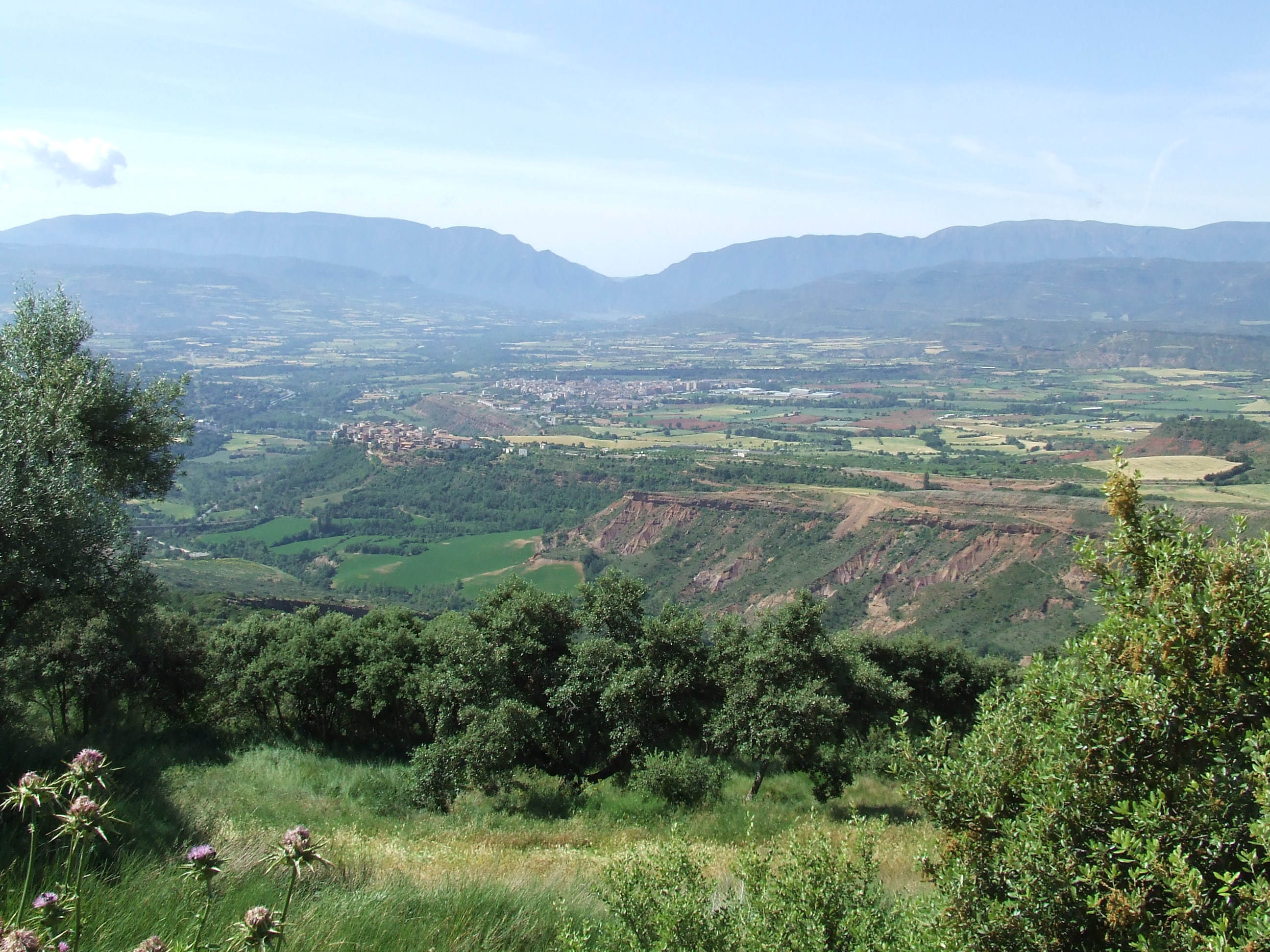
Talarn, Tremp i la conca Deçà

El 1845, Pascual Madoz publicava el seu Diccionario geográfico..., en el qual incloïa un capítol dedicat a la conca de Tremp. Cal tenir en compte que la coneixia molt bé, que hi havia viscut i fins i tot combatut, al capdavant d'una unitat isabelina, composta de soldats regulars i de voluntaris, durant la Segona Guerra carlina. Després de fer una delimitació molt precisa de les serres que emmarquen la vall de la conca de Tremp, i d'haver esmentat d'un a un tots els pobles que en formen part, continua amb una descripció força exhaustiva en els termes que es tradueixen a continuació: el clima és bastant fred a l'hivern i calorós a l'estiu a les fondalades, i humit per raó de la boira baixa, que incomoda molt a l'hivern. N'estan alliberats els pobles, que són molts, situats dalt d'un turó, on també fa menys calor a l'estiu i l'aire és més pur. És un clima bastant sa, i no s'hi coneixen més malalties que les estacionals i les de caràcter inflamatori; sens dubte, això es deu a la bona qualitat i economia del vi, i de com són de substanciosos els aliments que s'hi consumeixen. Els pobles del pla estan més perjudicats per tot plegat: són més combatuts pels vents perjudicials, i sovint les collites de vi i fruites, i de vegades també la de la seda, pateixen de freds tardans.
El terreny és generalment, diu Madoz, de qualitat mitjana, sense boscos a l'interior, però abundosos a les muntanyes que delimiten la conca, on hi ha molts llops i senglars i bastants isards. Les serres de Boumort i Carreu estan plenes de pins, mentre que el Montsec ho està de roures i alzines. De tota manera, les muntanyes de l'interior han sofert moltíssim del sistema de conreu basat en la rompuda dels boscos per llaurar durant alguns anys i després abandonar la terra, ja poc productiva, per tal d'emprendre noves rompudes, i estan molt pelades. Els habitants de la conca de Tremp subsisteixen només de l'agricultura, però aquesta és dura i poc productiva, malgrat que els pagesos de la comarca són molt treballadors. Tot plegat fa que la conca presenti un caràcter molt endarrerit perquè no s'abandonen les pràctiques ancestrals.

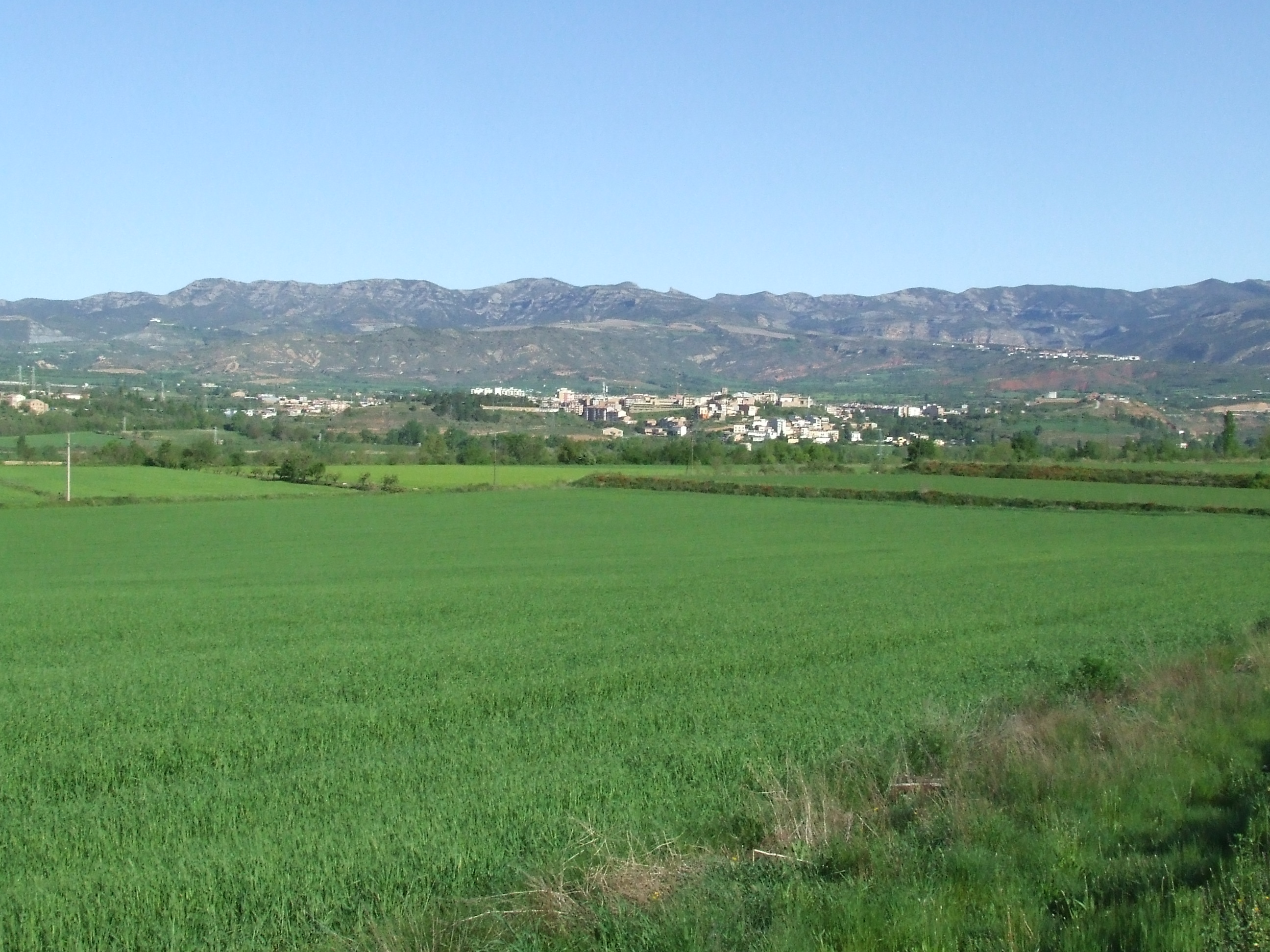
Tremp i la conca Deçà

La producció era molt variada: molt de vi, d'excel·lent qualitat al fons de la conca, oli de bona qualitat, malgrat la mort de moltes oliveres en els freds de la darrera dècada (referit al 1845), blat amb el qual es fa un pa molt bo, sègol, ordi i civada, i tota mena de llegums i fruites. En molt llocs es cria el cuc de seda, i si es millorés el filat, podria ser una activitat de gran importància a la comarca. Hi ha molta caça i pesca i, en canvi, és país poc apte per a la ramaderia de pastura. Madoz observa que la ramaderia tenia molta importància abans de la Guerra de la Independència, però que d'aleshores ençà ha entrat en franca decadència. La indústria no està gaire desenvolupada (molins, trulls i fassines, i poca cosa més), i el comerç sí que té un cert nivell, però molt basat per un costat en l'activitat dels nombrosos traginers, i per l'altre en els mercats comarcals, sobretot de Tremp, Salàs de Pallars, Isona, Talarn, Conques i la Pobla de Segur.
Finalment, fa un interessant repàs als costums i vestuari dels pallaresos: religiosos, però sense fanatisme, molt conservadors dels usos i costums dels avantpassats, poc parladors, però sincers, treballadors, temorosos de la justícia, i molt fidels al país que els ha vist néixer. Duen gorra vermella o morada (barretina), armilla, faixa vermella, blava o blanca, calça curta (pantalons rústics fins al genoll), mitges o mitjons i espardenyes. A l'hivern, ho reforcen amb una geca o capa, i els més pobres, amb una manta. Els artesans, com van haver de sortir de la conca de Tremp per aprendre el seu ofici, han adoptat els costums de la terra baixa, i van introduint les noves modes en els pobles de la conca.
La irrupció de la fil·loxera a la fi del segle xix va propiciar una emigració considerable la primera dècada del segle XX i va representar un trasbals social i econòmic molt important a la conca de Tremp i a la comarca.
Des de l'any 1998 la conca de Tremp està integrada dins la DO Costers del Segre, amb la denominació de Subzona Pallars. Actualment hi ha deu cellers que produeixen i comercialitzen el seu vi (la majoria integrades dins de DO)

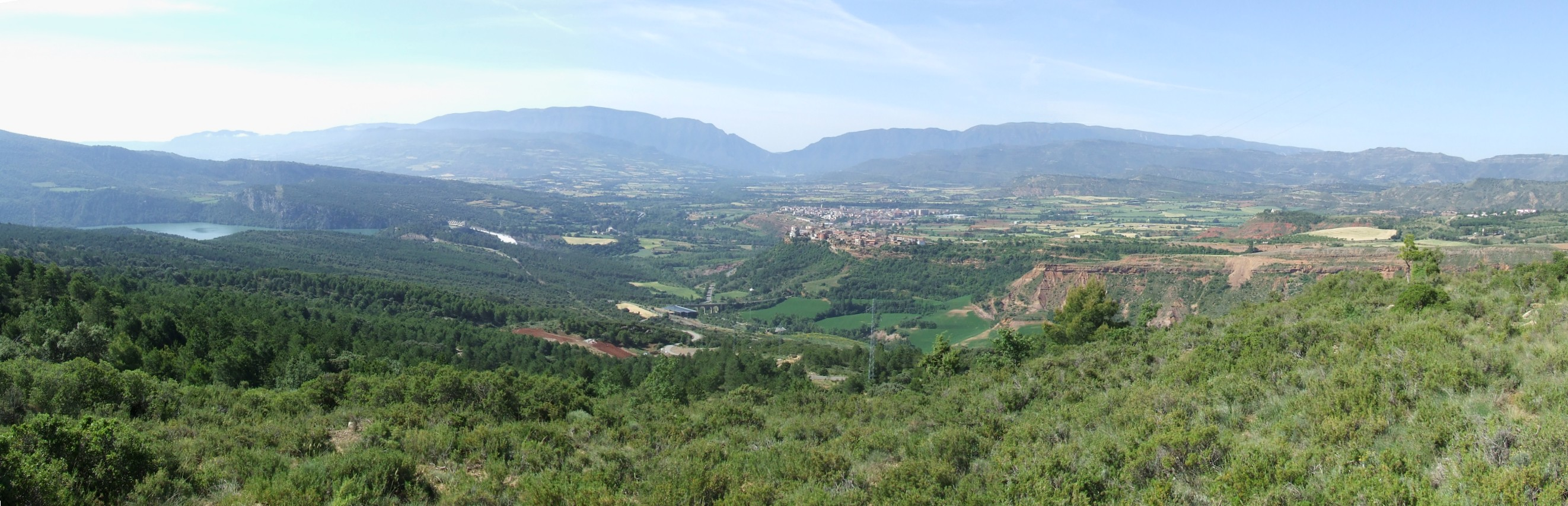
La conca Deçà des de Castilló d'Encús

- Celler Vila Corona
- Celler Castell d'Encús
- Celler Sauvella
- Celler Mas García Muret
- Celler Terrer de Pallars
- Celler El Vinyer
- Celler Miquel Roca
- Celler Xic's Cal Borrech
- Celler Vidavins
- Celler Era Galán